# Taskleiste

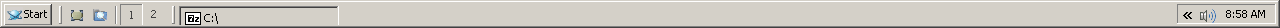
Taskleiste von ReactOS

Taskleiste von Windows 10

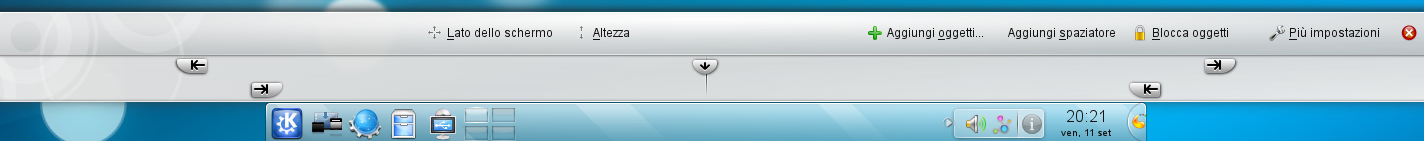
Plasma Taskbar in KDE 4.3

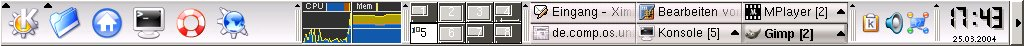
Beispiel für das Aussehen einer Taskleiste unter KDE 3.2.1

Als Taskleiste, Startleiste, Taskbar oder Screenbar wird ein Abschnitt des Desktops von grafischen Oberflächen bezeichnet. Ihre Hauptaufgabe ist es, Computerprogramme zu starten und zwischen geöffneten und minimierten Fenstern zu wechseln.

## Funktion
Eine Taskleiste kann verschiedene Funktionen übernehmen.
- Bereitstellung eines zentralen Funktionauswahlmenüs (Menüleiste des Betriebssystems)
- Anzeige zurzeit geöffneter Fenster (laufende Programme und angezeigte Ordner)
- Statusleiste des Betriebssystems: aktuelle Uhrzeit und das aktuelle Datum, Systemleistung, aktive Prozesse, geladene Dienste/Dämons, Systembenachrichtigungen
- Anzeige von sonstigen Widgets (Kleinprogrammen), beispielsweise Medienplayer-Bedienelemente.

## Unterstützte Betriebssysteme
Eine Taskleiste stellen zum Beispiel folgende Betriebssysteme bereit:
- Windows (ab Windows 95): Die Windows-Taskleiste hat ein teilweise konfigurierbares Startmenü, eine Schnellstart-Leiste, ein Benachrichtigungsfeld und lässt sich an einem beliebigen Bildschirmrand positionieren.
- Unter Linux u. a. die Desktop-Umgebungen Gnome und KDE, ähnlich aufgebaut wie die Windows-Taskleiste.
- macOS verwendet für die Aufgaben der Taskleiste ein Dock.
- Ab Version 2 bietet MorphOS eine Schnittstelle zur Screenbar.